# Helmut W. Flügel
Helmut W. Flügel (Fürstenfeld, 18 de agosto de 1924) es un geólogo y paleontólogo austríaco.
Después de aprobar el abitur estudió geología con Franz Heritsch en la Universidad de Graz. Después de cumplir el servicio militar en el frente oriental y en Italia, y de ser prisionero de guerra norteamericano hasta el año 1946,ó estudi ingeniería de caminos en Granz, aunque pronto se cambió y estudió geología. En 1949 se doctoró bajo la tutela de Karl Metz con un trabajo titulado Die Tektonik des Plesch-Mühlbacherzuges. Ein Beispiel zur Auflösung der Tektonik des Paläozoikums westlich der Mur. Después se asistente de Metz, y se habilitó en geología (1953) y paleontología (1954). Fue profesor de paleontología y geología histórica en la Universidad de Graz. En 1994 se convirtió en profesor emérito. Ha realizado visitas de estudios a Irán y Turquía entre otros sitios.
Es miembro honorífico de la Österreichischen Geologischen Gesellschaft, y la presidió en 1977. En 1994 recibió la medalla Eduard Sueß. Desde 1972 hasta 1984 fue miembro correspondiente de la Österreichischen Akademie der Wissenschaften; a partir de 1984 es miembro de pleno derecho. En los años 1976 y 1977 fue presidente de la Naturwissenschaftlichen Verein der Steiermark. También es miembro de la Academia de las Ciencias de Nueva York. En 1997 le nombraron miembro de honor de la Paläontologische Gesellschaft.
Fue presidente de la Kommission für die paläontologische und stratigraphische Erforschung Österreichs. También colabora con la base de datos Austrofossil, y con el catálogo de fósiles de la Österreichischen Akademie der Wissenschaften.
Casado desde 1955 con la geóloga Maria Flügel, tiene dos hijas. Es hermano del también geólogo Erik Flügel.

## Trabajos
- Die Geologie des Grazer Berglandes (1961)
- Das Steirische Randgebirge (1963)
- Geologie und Paläontologie an der Universität Graz 1761-1976 (1977)
- Erläuterung zur geologischen Karte der Steiermark 1:200.000 (1984, junto a Franz Neubauer)
- Der Abgrund der Zeit. Die Entwicklung der Geohistorik 1670-1830 (2004)
- Das abenteuerliche Leben des Benedikt Hermann (1755-1815). Vom steirischen Bauernsohn zum Chevalier und Intendanten der russischen Bergwerke (2006)